# Мергичевка
Мергичёвка — деревня в Саратовском районе Саратовской области России. С 1 января 2022 года входит в состав городского округа Саратова. 

## История
Деревня Мергичёвка ранее называлась "Мергичев Буерак". Есть версия, что название населённого пункта пошло от памирского "мергич" - духи пастбищ, которые помогают находить пастухам хорошие луга и охотничьи угодья. 

## Физико-географическая характеристика
Деревня расположена на севере Саратовского района, на запад от села Усть-Курдюм. Расстояние до административного центра составляет 1 километров, до областного центра составляет 12 км. Сама деревня разделена водоёмом на две части: в одной основной части четыре улицы Мергичёвки, а в другой улица Степная.   
Климат
Климат в деревне умеренно-холодный со значительным количеством осадков. Даже в засушливый месяц наблюдается много дождя (согласно классификации климатов Кёппена — Dfa). Среднегодовая температура в Мергичёвке - 6.7 °C. 446 mm - среднегодовая норма осадков. Самый засушливый месяц - Март с осадками 26 mm. Большая часть осадков здесь выпадает в Августе, в среднем 44 mm.
Часовой пояс
деревня Мергичёвка, как и вся Саратовская область, находится в часовой зоне МСК+1. Смещение применяемого времени относительно UTC составляет +4:00.
Уличная сеть
В деревне Мергичёвка пять улиц: Степная, Приовражная, Луговая, Полевая, Средняя.

## Население
| 2010 |
| ---- |
| 67   |

Население деревни составляет 70 человек (на 1 января 2019 года), насчитывается 29 дворов.

## Инфраструктура
В 2013 году на территории населённого пункта завершилось строительство газопровода высокого давления, а также распределительного газопровода. Населённый пункт с этого времени газифицирован.